# Georg Uhlmann
Georg Uhlmann, auch genannt Uhlmann-Schorch, (* 20. November 1922 in Oberwürschnitz) ist ein ehemaliger deutscher Lehrer und Historiker, der in den Anfangsjahren der DDR durch seine Arbeit im FDJ-Geschichtslehreraktiv von Neuwürschnitzer Neulehrern überregional bekannt wurde.

## Leben
Er stammte aus einer Bergarbeiterfamilie des Lugau-Oelsnitzer Steinkohlereviers und besuchte von 1929 bis 1933 die Volksschule in Neuwürschnitz und danach die Oberschule in Stollberg/Erzgeb., wo er 1935 der Hitlerjugend beitrat. Nachdem er von 1940 bis 1942 Arbeitsdienst geleistet hatte, erfolgte seine Einberufung zur Wehrmacht. Anfang Juni 1945 wurde er aus französischer Kriegsgefangenschaft entlassen. Am 1. Oktober 1945 trat er eine Stelle als Neulehrer im Schuldienst in Neuwürschnitz an. Nach kurzer Tätigkeit übernahm er im März 1946 die Schulleitung, die er bis August 1950 innehatte. In dieser Zeit war er auch Mitglied des FDJ-Geschichtslehreraktivs „Fritz Scheffler“, das durch seine Arbeit in der gesamten DDR bekannt wurde. Als solches wurde er 1951 als Mitarbeiter für Geschichte in den Verlag Volk und Wissen nach Berlin berufen. Dort war er u. a. an der Erarbeitung der Geschichtslehrbücher für die Klassen 8 beteiligt. Im Anschluss arbeitete Georg Uhlmann als Redakteur im Verlag, wo er u. a. an der Weiterentwicklung neuer Lehrbücher für Geschichte mitwirkte.
Von 1954 bis 1958 bereitete sich Georg Uhlmann als wissenschaftlicher Aspirant am Institut für Gesellschaftswissenschaften beim Zentralkomitee der Sozialistischen Einheitspartei Deutschlands auf seine Promotion zum Dr. phil. vor. Er erarbeitete das 1958 erschienene Heft 7 Die Landarbeiterbewegung in der Novemberrevolution. Im gleichen Jahr erschien sein Aufsatz Die Bodenfrage in der Novemberrevolution, in: ZfG 6 (Sonderheft), 1958, S. 110ff.
Von 1958 bis 1970 war er politischer Mitarbeiter beim ZK der SED, Abteilung Wissenschaften. Danach ging er an das Institut für Marxismus-Leninismus beim ZK der SED an die Abteilung „Geschichte der deutschen Arbeiterbewegung“, wo er u. a. einer der Hauptbearbeiter des Bandes Klassenkampf, Tradition, Sozialismus wurde, der 1974 in Druck erschien.
1961 verteidigte Georg Uhlmann in Berlin erfolgreich seine Dissertation zum Thema Die Landarbeiter und Bauern in der Novemberrevolution 1918 und im Frühjahr 1919.